# X Factor
The X Factor це франшиза телевізійних музичних конкурсів створена британським продюсером Саймоном Ковеллом та його компанією Syco Entertainment. Вперше випущена в Британії, як заміна Pop Idol (2001–2003), і адаптована в багатьох країнах. Назва "X Factor" посилається на якусь невизначену якість що робить щось особливим.

## Зноски
1. ↑  the X factor. Cambridge Dictionary. Cambridge University Press & Assessment. Процитовано 28 серпня 2023.